# Akane Maniax
Akane Maniax (アカネマニアックス〜流れ星伝説剛田〜, Akane Maniakkusu 〜 Nagareboshi Densetsu Gouda 〜) est un visual novel japonais développé par âge et publié le 1er mai 2002 pour les ordinateurs Windows.
Après la commercialisation du jeu, Akane Maniax a fait l'objet d'une adaptation en anime de trois OAVs produite par Silver. Ils ont été diffusés du 25 novembre 2004 au 26 août 2005.

## Synopsis
Jouji Gouda est un nouvel étudiant de transfert au collège Hakuryo. Lors de son premier jour de classe, il tomba amoureux d'Akane Suzumiya et lui fit une déclaration d'amour immédiatement. Les deux personnages sont en conflit, mais Jouji n'abandonne jamais et ferait n'importe quoi pour montrer son amour pour Akane. Bien que ses tentatives pour gagner l'amour d'Akane ne fassent qu'augmenter la colère d'Akane, il commence peu à peu à l'impressionner, poussant Akane à être plus honnête à propos de ses propres sentiments.